# Politica linguistica in Ucraina
La politica linguistica in Ucraina è caratterizzata dalla compresenza di una maggioranza ucrainofona e di una consistente minoranza russofona nelle regioni orientali e meridionali. Altre minoranze linguistiche sono quella ungherese e polacca. Dal 1989 al 2019 la legge ucraina ha modificato fortemente il riconoscimento delle minoranze linguistiche e in particolare della lingua russa in Ucraina. 
In particolare si menzionano due leggi: 
- la legge del 2012, denominata legge "Sui principi della politica linguistica di Stato", ha conferito lo status di lingua regionale al russo e ad altre lingue minoritarie, mentre l'ucraino rimane la lingua ufficiale a livello nazionale.[1][2]

- la legge del 2019, che richiede a tutti i cittadini di conoscere l'ucraino, che rende l’uso dell'ucraino obbligatorio negli uffici pubblici, nelle scuole, nelle università e nelle attività scientifiche, culturali e sportive, e che prevede che ogni pubblicazione in una lingua diversa dall'ucraino sia accompagnata dalla sua traduzione in ucraino[3][4][5]

## Minoranza russofona in Ucraina
Durante l'era sovietica, sia il russo che l'ucraino avevano lo status ufficiale di lingue di stato nella Repubblica Socialista Sovietica Ucraina.".

Percentuale di madrelingua russi dal censimento del 2001. Il russo era una lingua regionale in 13 regioni (ombreggiate) con il 10% o più prima dell'abrogazione della legge sulle lingue del 2012.

Dopo la caduta dell'Unione Sovietica e l'indipendenza dell'Ucraina, la lingua russa è diminuita, ma rimase una delle due lingue più utilizzate per il commercio, i procedimenti legali, la scienza, l'arte e molte altre sfere della vita quotidiana. 
Dopo la dissoluzione dell'Unione Sovietica, la legge del 1989 "Sulle lingue della SSR ucraina" manteneva lo status della lingua russa. Secondo il censimento del 2001, il 67,5% dei cittadini ucraini considerava l'ucraino come sua lingua madre, mentre il russo era considerato la lingua madre per il 29,6%. le altre lingue costituivano il restante 2,9%.

## Legge "Sui principi della politica linguistica di Stato" (2012)

### Analisi
V. Kolesničenko, uno degli autori della legge, fa riferimento al suo sostegno da parte di vari organismi di istruzione superiore, scienziati e ONG.
I sostenitori del disegno di legge hanno affermato che ciò semplificherebbe la vita agli ucraini di lingua russa. Gli oppositori temevano che l'adozione del russo come lingua minoritaria potesse diffondersi rapidamente, sfidando l'ucraino e provocando divisioni tra l'Ucraina orientale e quella occidentale.
Secondo l'articolo 27 (2ª parte) è necessario tradurre i nomi di luogo ucraini in altre lingue utilizzando solo la trascrizione ucraina (la trascrizione della lingua di stato).
Alcuni sostengono che il disegno di legge sia in contraddizione con la Costituzione ucraina, violi il codice di bilancio e miri ad annientare la lingua ucraina. Sono sorte delle criticità nelle conclusioni delle autorità statali e dei loro dipartimenti: l'Ufficio principale di esperti scientifici del parlamento ucraino (23 maggio 2012), la commissione parlamentare per la cultura e la spiritualità (23 settembre 2011), la commissione parlamentare sul Bilancio (3 novembre 2011), Ministero delle Finanze (9 settembre 2011), Ministero della Giustizia (27 settembre 2011). Il disegno di legge non è riuscito a ottenere il sostegno delle istituzioni specializzate dell'Accademia nazionale delle scienze dell'Ucraina: l'Istituto di linguistica, l'Istituto di lingua ucraina, l'Istituto di ricerche politiche ed etno-nazionali, l'Istituto di letteratura Ševčenko, l'Istituto di Stato e diritto, il Fondo linguistico-informativo ucraino, l'Istituto di filologia dell'Università di Kiev e l'Accademia delle scienze della Scuola superiore dell'Ucraina.

### Parere adottato dalla Commissione di Venezia
Nel dicembre 2011 la Commissione di Venezia del Consiglio d'Europa ha emesso il parere sul disegno di legge. Secondo Ukraïns'ka pravda, la Commissione di Venezia non ha notato nel disegno di legge di Kolesničenko alcuna garanzia di tutela della lingua ucraina e in seguito è giunta alla decisione che il disegno di legge è un altro "strumento preelettorale" per il Partito delle Regioni. V. Kolesničenko, uno degli autori della legge, ha affermato che l'analisi del 2011 della Commissione di Venezia è stata "generalmente favorevole".  Gli oppositori hanno notato che l'analisi conteneva forti critiche, in particolare sulla mancata protezione del ruolo dell'ucraino come lingua di Stato.
Nel suo parere, la Commissione di Venezia ha affermato, tra le altre tesi:
La presente bozza non si concentra più formalmente sulla lingua russa, poiché i riferimenti a questa lingua sono quasi sempre sostituiti da un riferimento alla "lingua regionale o minoritaria". Questa parificazione del trattamento della lingua russa con il trattamento delle lingue regionali o minoritarie sembra essere vantaggiosa, in alcuni settori della vita pubblica, ad altre lingue regionali o minoritarie (par. 64)
[…] resta da chiedersi se [...] vi siano garanzie sufficienti, nell'attuale disegno di legge, per il consolidamento della lingua ucraina come unica lingua di Stato, e del ruolo che essa deve svolgere nella società multilinguistica ucraina. La Commissione di Venezia non può che ribadire la sua richiesta... per un giusto equilibrio tra la tutela dei diritti delle minoranze, da un lato, e la conservazione della lingua di Stato come strumento di integrazione nella società, dall'altro. (par. 66)
Il riconoscimento della libertà linguistica nei media e nell'area culturale potrebbe inoltre, per considerazioni di mercato, determinare il predominio della lingua russa.»
Il parere formulava anche altre osservazioni e proposte di modifica. Si è considerato che "si debbano introdurre ulteriori miglioramenti, maggiori garanzie e modifiche più sostanziali al contenuto normativo della bozza...".

### Battaglia in parlamento
Prima del 24 maggio 2012 circolavano voci secondo cui in parlamento si sarebbe svolta una revisione della legislazione sulle lingue e che il Segretario alla sicurezza nazionale e alla difesa avrebbe partecipato alla sessione. Circa 1.000 manifestanti si sono radunati appena fuori dall'edificio della Verchovna Rada per allestire un'altra tendopoli. Le forze dell'ordine statali hanno avvertito i manifestanti di non creare una tendopoli. I manifestanti urlavano in ucraino "Datevi da fare con il lavoro, non una lingua" (che implica la bozza di legge sulle lingue). Alcuni manifesti riportavano lo slogan: "Il problema è la povertà, non la lingua".
Nella sessione serale, l'opposizione parlamentare alla Verchovna Rada (BJuT e Nostra Ucraina) ha bloccato la tribuna principale in parlamento mentre alcuni rappresentanti del Partito delle Regioni circondavano il presidio. L'oratore è stato costretto ad annunciare una pausa nella sessione. Dopo la pausa, il membro del Parlamento Vjačeslav Kyrylenko ha letto una dichiarazione dell'opposizione unita di non condurre alcuna audizione su questioni linguistiche. Dopo che la bozza di legge n. 10154 "Sulla lingua di stato dell'Ucraina" non è stata adottata nell'agenda quotidiana, Kyrylenko ha ritirato la sua bozza n. 9059 "Divieto di restringere la sfera d'uso della lingua ucraina" da una revisione, mentre Kolesničenko ha tenuto una presentazione sulla sua bozza n. 9073. Il capo della commissione per le questioni di cultura e spiritualità Volodymyr Javorivs'kyj ha rivelato la decisione della commissione di respingere il disegno di legge n. 9073 poiché era la decisione della maggioranza della commissione. Ha sottolineato il fatto che il disegno di legge introdurrà di fatto una situazione bilingue in alcune regioni. Tuttavia, dopo una revisione, il disegno di legge è stato sostenuto dalla maggioranza parlamentare che ha mostrato il suo sostegno all'adozione di due lingue di stato: ucraino e russo. La minoranza parlamentare e il gruppo di deputati "Riforme per il futuro" sono rimasti contrari al disegno di legge. Il presidente del parlamento Volodymyr Lytvyn è stato costretto a chiudere frettolosamente la sessione poiché un'ulteriore discussione è sfociata in un'altra rissa lasciando alcuni membri del parlamento feriti.
Il Partito delle Regioni ha rilasciato una dichiarazione alla stampa in cui accusava l'opposizione di negare l'adeguamento di un disegno di legge che tutela alcuni diritti costituzionali di milioni di cittadini ucraini. Il capogruppo del PoR in parlamento Jefremov ha promesso di rivedere la questione una volta che tutto si sarà stabilizzato.

### Implementazione
Il disegno di legge è entrato in vigore dopo la firma del Presidente del Parlamento Volodymyr Lytvyn avvenuta il 31 luglio e dal presidente Yanukovich avvenuta il 8 agosto 2012. La legge è entrata in vigore il 10 agosto 2012. Da allora, varie città e regioni ucraine hanno dichiarato il russo come lingua regionale nelle loro giurisdizioni, essendo i comuni di Odessa, Charkiv, Cherson, Mykolaïv, Zaporižžja, Sebastopoli, Dnipropetrovs'k, Luhans'k e Krasnyj Luč; e le Oblast' di Odessa, Zaporižžja, Donec'k, Cherson, Mykolaïv e Dnipropetrovs'k. L'ungherese è diventato una lingua regionale nella città di Berehove nella oblast' della Transcarpazia, il moldavo nel villaggio di Tarasivci (Oblast'  di Černivci), e il rumeno nel villaggio di Bila Cerkva; anche nella oblast' della Transcarpazia. Queste lingue verranno utilizzate nei lavori e nei documenti degli uffici amministrativi della città/Oblast'. A partire da settembre 2012 non c'erano piani per tale bilinguismo a Kiev. Il presidente del Consiglio supremo della Crimea Vladimir Konstantinov ha dichiarato nel marzo 2013 che la legge dell'agosto 2012 non aveva cambiato nulla in Crimea.

### Medaglia di Puškin
Il 9 febbraio 2013, gli autori della legge sulla lingua del 2012, Serhij Kivalov e Vadym Kolesničenko, hanno ricevuto la "Medaglia Puškin" dal presidente russo Vladimir Putin per il "grande contributo alla conservazione e promozione della lingua e della cultura russa all'estero".

## Abrogazione della legge del 2012
Il 23 febbraio 2014, il secondo giorno dopo la fuga di Viktor Janukovyč, durante una sessione parlamentare, un deputato del partito "Patria", Vjačeslav Kyrylenko, si è mosso per inserire all'ordine del giorno un disegno di legge per abrogare la legge del 2012 "Sui principi della politica della lingua di Stato”. La mozione è stata approvata con l'86% dei voti a favore: 232 deputati a favore contro 37 contrari contro il minimo richiesto di 226 su 334 voti. Il disegno di legge è stato inserito all'ordine del giorno, messo subito ai voti senza discussione e approvato con gli stessi 232 voti favorevoli. Il disegno di legge avrebbe reso l'ucraino l'unica lingua di stato a tutti i livelli. Tuttavia, tutte le lingue minoritarie (compreso il russo) rimangono esplicitamente protette dall'articolo 10 della Costituzione ucraina. L'abrogazione riporterebbe in vigore anche la precedente legge sulle lingue, in vigore in Ucraina 23 anni prima del luglio 2012, che disciplinava l'uso delle lingue minoritarie.
Tuttavia, la mossa per abrogare la legge del 2012 "Sui principi della politica della lingua di Stato" ha provocato reazioni negative in Crimea e in alcune regioni dell'Ucraina meridionale e orientale. È diventato uno dei temi delle proteste contro il nuovo governo approvato dal parlamento dopo la fuga di Viktor Janukovyč. In questo contesto, il successivo grande sviluppo è stata la crisi della Crimea. 
Il passaggio del disegno di legge sull'abrogazione è stato accolto con rammarico dal Segretario generale del Consiglio d'Europa. L'Alto Commissario dell'OSCE per le minoranze nazionali ha espresso preoccupazione per possibili ulteriori disordini. Ha anche proposto di dare consigli e facilitare le discussioni sulla nuova legislazione, dichiarando che: "dobbiamo evitare gli errori commessi l'ultima volta [nel 2012] quando una legislazione sbilanciata è stata adottata senza un dialogo adeguato nella Verchovna Rada". Il disegno di legge è stato criticato anche dall'ambasciatore per i diritti umani del ministero degli Esteri russo.  I ministri degli Esteri bulgaro e rumeno lo hanno valutato come un passo nella direzione sbagliata, e il ministro degli Esteri greco ha espresso disappunto. Il ministero degli Esteri ungherese ha espresso serie preoccupazioni, rilevando che la decisione "potrebbe mettere in discussione l'impegno della nuova amministrazione ucraina nei confronti della democrazia". Il ministro degli Esteri polacco lo ha definito un errore. Secondo Uilleam Blacker che scrive per openDemocracy, il disegno di legge sull'abrogazione non conteneva alcuna minaccia specifica per la lingua russa.
Dopo aver ordinato urgentemente a un gruppo di lavoro di redigere una legge sostitutiva il 27 febbraio, il 3 marzo il presidente ad interim Oleksandr Turčynov ha dichiarato che non avrebbe firmato il disegno di legge di abrogazione fino all'adozione di una legge sostitutiva. Da allora il disegno di legge di abrogazione non è stato firmato, ma non è stato posto il veto dal Presidente, il suo stato era "pronto per la firma".
Il 7 aprile 2014, l'ex leader della BYuT Julija Tymošenko ha dichiarato di sostenere la legge sulla lingua del 2012.
Il 3 novembre 2014, il neoeletto presidente Petro Porošenko ha dichiarato che la politica linguistica in Ucraina sarà modificata.
Il 10 luglio 2014, 57 deputati parlamentari hanno presentato ricorso alla Corte costituzionale dell'Ucraina per rivedere la legge del 2012 "Sui principi della politica della lingua di Stato". Il 10 ottobre 2014 il tribunale ha aperto il procedimento di legittimità costituzionale della legge. In data 14 dicembre 2016 la Corte Costituzionale ha chiuso la fase orale e il 13 gennaio 2017 è passata alla fase chiusa del processo.  Il 28 febbraio 2018 la Corte costituzionale ucraina ha dichiarato incostituzionale la legge.

## Legge del 2016
Nel 2016 è entrata in vigore una nuova legge che richiede alle stazioni radio ucraine di riprodurre ogni giorno una quota di canzoni in lingua ucraina. La legge richiede anche alle emittenti televisive e radiofoniche di garantire che almeno il 60% dei programmi come notizie e analisi siano in ucraino.

## Legge ucraina sull'istruzione del 2017
La legge ucraina sull'istruzione del 2017 rende l'ucraino la lingua di studio richiesta nelle scuole statali dal quinto anno in poi, sebbene consenta l'insegnamento in altre lingue come materia separata, da introdurre gradualmente nel 2023. Dal 2017, le relazioni Ungheria-Ucraina si sono rapidamente deteriorate a causa della questione della minoranza ungherese in Ucraina. Secondo la Nuova Europa:

## Oblast' di Leopoli
Unian ha riferito che "nel settembre 2018 è stato introdotto nell'Oblast' di Leopoli un divieto all'uso di prodotti culturali, in particolare film, libri, canzoni, ecc., in lingua russa" I critici hanno definito la legge mal definita, illegale e incostituzionale e un ricorso in tribunale del gennaio 2019 del Chuhuiv Human Rights Group è stato respinto per motivi tecnici a maggio e potrebbe portare a un ricorso dinanzi alla Corte europea dei diritti umani.

## Legge "Sulla disposizione del funzionamento della lingua ucraina come lingua di Stato" (2019)

### Prima votazione
Il 4 ottobre 2018, la Verchovna Rada (il parlamento ucraino) ha votato con una maggioranza di 261 parlamentari in prima lettura di una nuova legge sulla lingua (disegno n. 5670-d, "Sulla disposizione del funzionamento della lingua ucraina come Stato lingua"). Successivamente, il disegno di legge "è stato preparato per la seconda lettura per circa quattro mesi. Durante questo periodo, il comitato per la cultura e la spiritualità della Verchovna Rada ha elaborato oltre 2.000 emendamenti al documento proposti dai deputati del popolo. In particolare, il documento propone di creare la Commissione nazionale sugli standard della lingua di Stato e di introdurre la carica di commissario per la protezione della lingua di Stato. I legislatori hanno iniziato a considerare il documento in seconda lettura il 28 febbraio. La Verchovna Rada continuava a rivedere gli emendamenti al disegno di legge dal 12 al 15 marzo 2019." Il Consiglio d'Europa ha chiesto alla Verchovna Rada di rinviare l'adozione del disegno di legge al periodo post-elettorale.

### Seconda votazione e firma
Il 25 aprile 2019 il parlamento ucraino ha adottato la legge. Il patriarca Filarete e l'ex presidente ucraino Viktor Juščenko erano presenti in parlamento durante la votazione. Lo stesso giorno i membri filorussi del parlamento ucraino hanno impedito al presidente, Andrij Parubij, di firmarlo presentando due progetti di risoluzione per abrogare la legge. "Se il parlamento non sostiene queste risoluzioni, [il presidente del parlamento] Andrij Parubij ha il diritto di firmare la legge e trasmetterla al presidente dell'Ucraina per farla firmare". In totale sono stati presentati quattro ricorsi per annullare la legge ed era previsto che il parlamento li votasse il 14 maggio 2019. Parubij ha dichiarato che dopo che il parlamento avrà respinto tali appelli, firmerà la legge e che il presidente ucraino la firmerà "senza indugio".
Poi il presidente Petro Porošenko ha definito l'adozione della legge da parte del parlamento ucraino "una decisione storica" e ha detto che avrebbe firmato la legge non appena l'avesse ricevuta. Porošenko ha anche affermato che la legge "non sarebbe stata approvata senza Andrij Parubij".

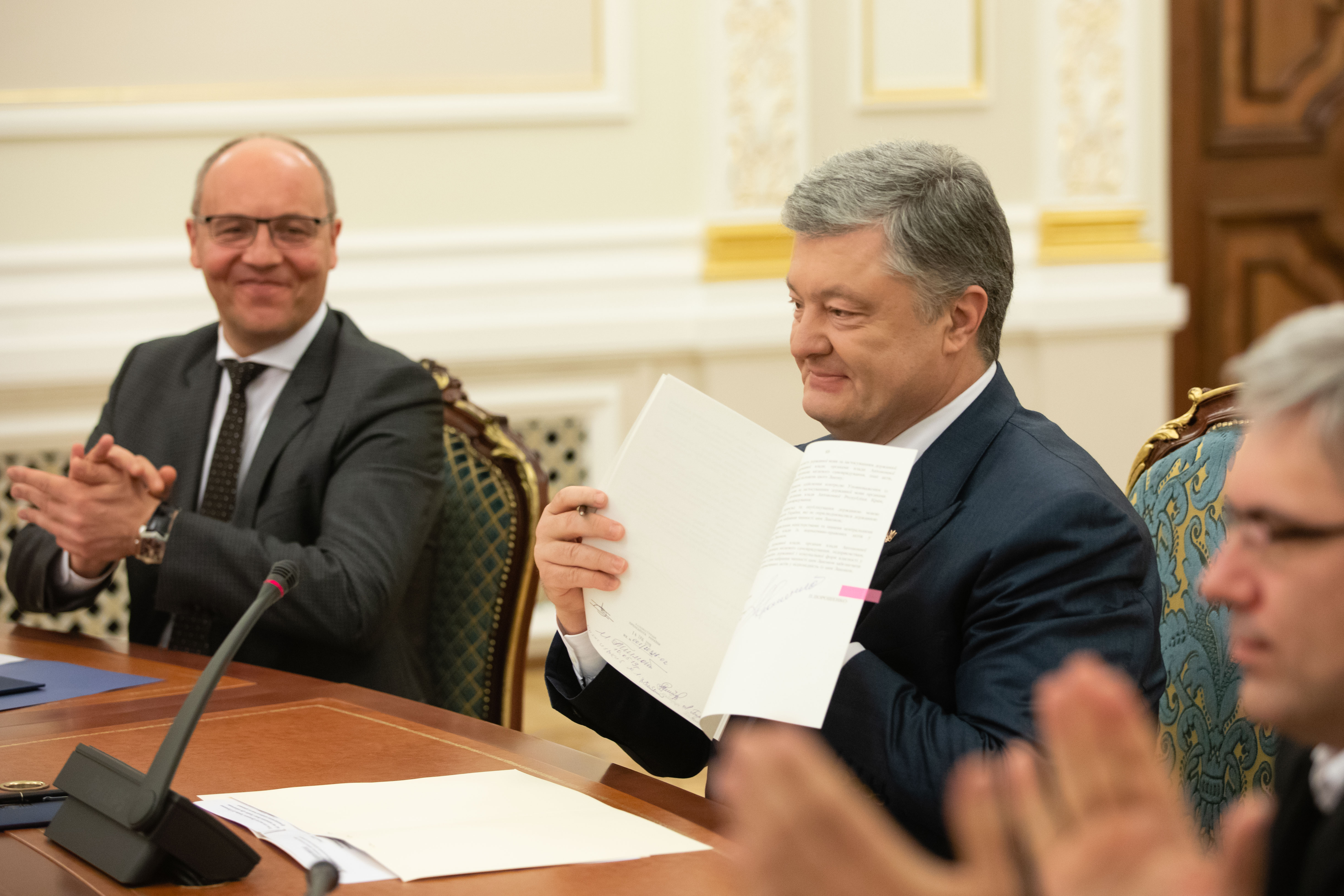
Porošenko mostra la legge firmata. Il presidente del parlamento ucraino Andrij Parubij è sulla sinistra.

Il presidente del Parlamento Parubij ha firmato la legge il 14 maggio 2019, dopo i quattro disegni di legge di annullamento del disegno di legge n. 5670-d sono stati respinti dal parlamento. Parubij ha affermato che la legge "sarà firmata dal presidente dell'Ucraina nelle prossime ore o giorni". Il 15 maggio 2019 il presidente Porošenko, nella sua ultima settimana in carica, ha firmato la legge.
Il 21 giugno 2019, la Corte costituzionale ha ricevuto una petizione da 51 membri del parlamento ucraino chiedendo il controllo di costituzionalità della legge. Il 14 luglio 2021 la Corte Costituzionale ha dichiarato costituzionale la legge.

### Contenuto della legge
La legge prevede:
- l'elevazione dell’ucraino a unica lingua ammessa nella sfera pubblica, nonché a simbolo dello Stato;
- l'obbligo per ogni cittadino di conoscere la lingua ucraina;
- l'obbligatorietà dell'insegnamento della lingua ucraina a partire dal 2023 come lingua veicolare per tutte le scuole a partire dal primo anno della scuola secondaria, mantenendo l'ammissibilità dell'insegnamento delle lingue minoritarie negli asili e per i quattro anni della scuola primaria, nonché come disciplina all’interno dei percorsi scolastici;
- il dovere per radio e televisioni di trasmettere non meno del 90% dei contenuti in lingua ucraina nell’intervallo tra le 19:00 e le 22:00;
- l'obbligo per i siti web con dominio .ua di riportare la versione ucraina come prima pagina di interfaccia;
- l'obbligo per programmi e software venduti nel paese di essere in lingua ucraina, inglese o altra lingua ufficiale dell’UE;
- una quota del 90% dei film proiettati cinema con dialoghi in lingua ucraina;
- l’obbligo di parlare in lingua ucraina durante le sedute, gli eventi e gli incontri per il Presidente, il Primo Ministro, i membri del governo, i deputati, gli educatori, gli operatori sanitari, gli avvocati e i notai;
- l’introduzione di un esame per i funzionari per verificarne la conoscenza della lingua ucraina;
- la punibilità per legge della pubblica umiliazione o del disprezzo per la lingua ucraina, equiparati alla profanazione dei simboli nazionali;
- la responsabilità per chi impedirà o limiterà l’uso della lingua ucraina;
- la non applicabilità della legge alla sfera della comunicazione privata e durante la celebrazione di funzioni religiose;
- multe per la violazione delle regole presentate.[73][74][75]

### Analisi
La legge regola la lingua ucraina "nei media, nell'istruzione e negli affari. Mira a rafforzare il ruolo della lingua in un paese in cui gran parte del pubblico parla ancora russo". Ad esempio, richiede che i film prodotti in Ucraina siano in ucraino e che quelli stranieri vengano doppiati in ucraino.

### Reazioni
Il ministro degli Esteri ungherese Péter Szijjártó ha affermato che la legge è "inaccettabile" e fa parte della politica anti-ungarica di Porošenko.
Il tribunale di Kiev ha respinto l'appello di una ONG per vietare ad Andrij Parubij di firmare la legge e per vietarne la pubblicazione.
La Russia ha chiesto al presidente del Consiglio di sicurezza delle Nazioni Unite di convocare una riunione sull'adozione della legge da parte del parlamento ucraino.
La Commissione Europea intende studiare e dare la sua valutazione alla legge. Il 22 maggio 2019 il Presidente del Comitato di Sorveglianza dell'Assemblea parlamentare del Consiglio d'Europa ha chiesto alla Commissione di Venezia di analizzare la legge. con particolare riferimento alle Norme minime per le minoranze nell'UE (2018/2036(INI)) in cui si evidenzia che "ciascuna persona appartenente a una minoranza nazionale ha il diritto all'istruzione in una lingua minoritaria" e che "la continuità dell'istruzione nella lingua materna è essenziale per preservare l'identità culturale e linguistica" (art. 50 C 363/23). Le Norme osservano inoltre che "la lingua è un aspetto essenziale dell'identità culturale e dei diritti umani delle minoranze; sottolinea la necessità di promuovere il diritto di utilizzare una lingua minoritaria sia nel privato che in ambito pubblico senza alcuna discriminazione, nelle zone con un numero considerevole di persone appartenenti a minoranze, per garantire che la lingua possa essere tramandata da una generazione all'altra e per tutelare la diversità linguistica nell'Unione" (art. 66 C 363/25).